# بوکس در المپیک تابستانی ۱۹۹۶

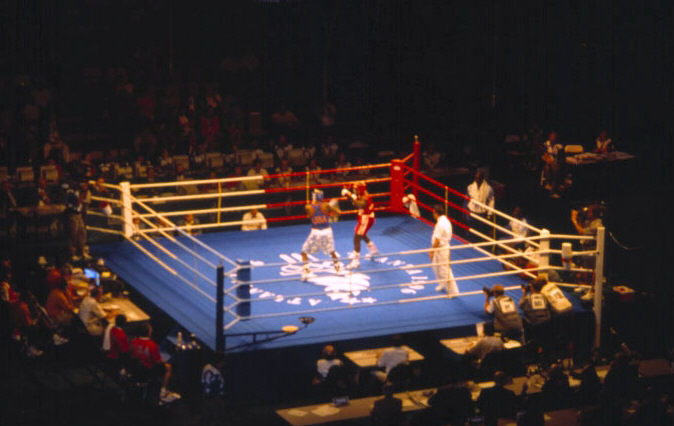
نگاره‌ای از یک نبرد مشت‌زنی در مسابقات المپیک ۱۹۹۶

مشت‌زنی در بازی‌های المپیک تابستانی ۱۹۹۶ نام رویداد ورزش مشت‌زنی در بازی‌های المپیک تابستانی بود که در سال ۱۹۹۶ برگزار شد.

## جدول مدال‌ها
| رتبه | کشور                      | طلا | نقره | برنز | مجموع |
| ۱    | کوبا (CUB)                | ۴   | ۳    | ۰    | ۷     |
| ۲    | بلغارستان (BUL)           | ۱   | ۲    | ۰    | ۳     |
| ۳    | قزاقستان (KAZ)            | ۱   | ۱    | ۲    | ۴     |
| ۴    | ایالات متحده آمریکا (USA) | ۱   | ۰    | ۵    | ۶     |
| ۵    | روسیه (RUS)               | ۱   | ۰    | ۳    | ۴     |
| ۶    | الجزایر (ALG)             | ۱   | ۰    | ۱    | ۲     |
| ۶    | تایلند (THA)              | ۱   | ۰    | ۱    | ۲     |
| ۶    | اوکراین (UKR)             | ۱   | ۰    | ۱    | ۲     |
| ۹    | مجارستان (HUN)            | ۱   | ۰    | ۰    | ۱     |
| ۱۰   | آلمان (GER)               | ۰   | ۱    | ۳    | ۴     |
| ۱۱   | کانادا (CAN)              | ۰   | ۱    | ۰    | ۱     |
| ۱۱   | فیلیپین (PHI)             | ۰   | ۱    | ۰    | ۱     |
| ۱۱   | کره جنوبی (KOR)           | ۰   | ۱    | ۰    | ۱     |
| ۱۱   | تونگا (TGA)               | ۰   | ۱    | ۰    | ۱     |
| ۱۱   | ترکیه (TUR)               | ۰   | ۱    | ۰    | ۱     |
| ۱۶   | رومانی (ROU)              | ۰   | ۰    | ۲    | ۲     |
| ۱۷   | آرژانتین (ARG)            | ۰   | ۰    | ۱    | ۱     |
| ۱۷   | نیجریه (NGR)              | ۰   | ۰    | ۱    | ۱     |
| ۱۷   | پورتوریکو (PUR)           | ۰   | ۰    | ۱    | ۱     |
| ۱۷   | اسپانیا (ESP)             | ۰   | ۰    | ۱    | ۱     |
| ۱۷   | تونس (TUN)                | ۰   | ۰    | ۱    | ۱     |
| ۱۷   | ازبکستان (UZB)            | ۰   | ۰    | ۱    | ۱     |